# Green Hell
Green Hell je hra o přežití vyvinutá a vydaná studiem Creepy Jar. Vyšla pro platformy Windows, Nintendo Switch, PlayStation 4 a Xbox One.

## Hratelnost
Hra se hraje z pohledu první osoby. Obsahuje jak hru pro jednoho hráče, tak i kooperativní režim pro až 4 hráče. Je zde kladen velký důraz na realističnost. Velkou část tvoří i příběh.
Hráč musí zajistit čistou vodu, jídlo a spánek. Jednou z mechanik je čistá voda, kterou lze sbírat jako dešťovou nebo převařit. Každé jídlo obsahuje určité statistiky, jako sacharidy, bílkoviny, tuky, ale může obsahovat i tekutiny nebo otravu či cizopasníky. Spánek je důležitá součást hry, pokud si hráč lehne na zem nebo usne únavou, může se mu dostat červ do končetiny. Nutné je se prohlížet a zbavovat se pijavic, nebo si zavazovat rány. Pokud má hráč nějaké rány od útoku, je třeba si ihned obstarat bandáže, jinak se objeví infekce.

## Zasazení
Hra se odehrává v amazonském deštném pralese, kde jsou nejen kmenové vesnice, ale i letiště, drogová laboratoř nebo doly na těžbu zlata. Některé z těchto lokací jsou důležité pro příběh.

## Vydání
Dne 28. ledna 2021 byla vydána první část nového herního módu Spirits of Amazonia. Ukazuje, co se stalo před příběhem hry, a přidává do ní nové motivy, jako rozšíření pro části mapy, vesnice a vegetaci. Opravuje řadu chyb a obsahuje drobné vizuální změny.

## Přijetí
Green Hell získalo pozitivní recenze od kritiků. Na Metacritic má hodnocení 78/100.
Hra byla v roce 2019 nominována na Central & Eastern European Game Awards v kategoriích Nejlepší hra a Nejlepší design.